# Начо Планински
Начо Николов Планински е български възрожденски лекар и общественик, спомагателен и дописен член на Българското книжовно дружество.

## Биография
Роден е на 20 юли 1847 г. в Стара Загора. Учи медицина в Букурещ, където става един от основателите на българското читалище. Приятел е на Васил Левски.
От 1870 г. е лекар в Стара Загора, където развива и театрална дейност: под негово ръководство е открит театралния летопис на Стара Загора с комедията „Малакова“ от Петко Р. Славейков (18 април 1870). На следващата година заминава да живее и работи в Сливен.
През 1877 г., заедно с още 20 сливенски първенци е изпратен на заточение в Мала Азия. След Освобождението е окръжен лекар на Сливен и вторият (след д-р Георги Миркович) управител на сливенската болница, на която е начело от 15 септември 1879 г. до смъртта си през 1895 г.
Става един от основателите на първата печатница в Сливен и е ревностен деятел на градското читалище „Зора“. През 1879 г. заедно с д-р Миркович, д-р Добри П. Минков и Петко Р. Славейков основават вестник „Българско знаме“.
Доктор Начо Планински е и народен представител в Областното събрание на Източна Румелия. и в III ВНС и V ОНС.
Почива на 13 ноември 1895 г., заразен от свой пациент.